# Centro de Lanzamiento Espacial de La Isla de El Hierro
El Centro de Lanzamiento Espacial de La Isla de El Hierro es un proyecto del Instituto Nacional de Técnica Aeroespacial (INTA) para crear un puerto espacial en la isla de El Hierro.
Estaría ubicado en el sur de la isla, en el área de Tacorón, a 5 km de La Restinga, en el municipio de El Pinar. Se propone como un centro de uso exclusivamente civil para el lanzamiento de pequeños satélites con objetivos científicos o comerciales, como telecomunicaciones u observación de la tierra. 
La ubicación de lanzamiento permitiría llegar a órbita polar con holgura, sin afectar a los países de África occidental, aunque también podría lanzarse en una órbita inclinada. Otras condiciones que hacen de la isla una buena ubicación son su pequeña población, el tráfico marítimo y aéreo reducido (solo una aerovía pasa sobre el espacio aéreo de la isla). Permitiría alcanzar una órbita polar, heliosincrónica o geoestacionaria. El clima de El Hierro también favorece las operaciones de lanzamiento con medias anuales de 2382 horas de luz, solamente 22 días con precipitaciones y una temperatura mayormente estable.
Los ángulos de azimut de lanzamiento podrían ir de 181° a 197° y de 216° a 323°, los demás no son posibles por sobrevuelo de las otras islas Canarias, de África y de Europa. No obstante, los ángulos comprendidos entre 160° y 181° podrían utilizarse con el consentimiento de soberanías africanas. 

## Historia

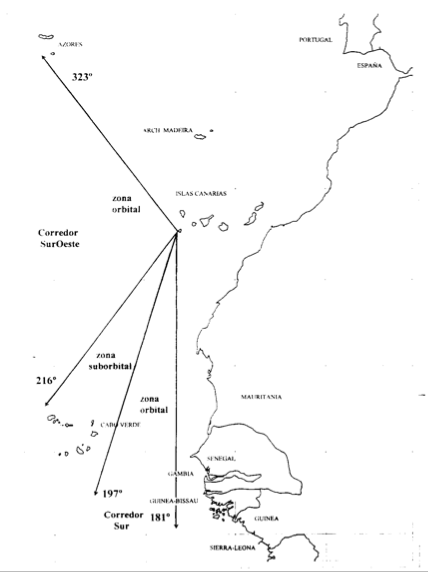
Corredores de lanzamiento desde El Hierro.

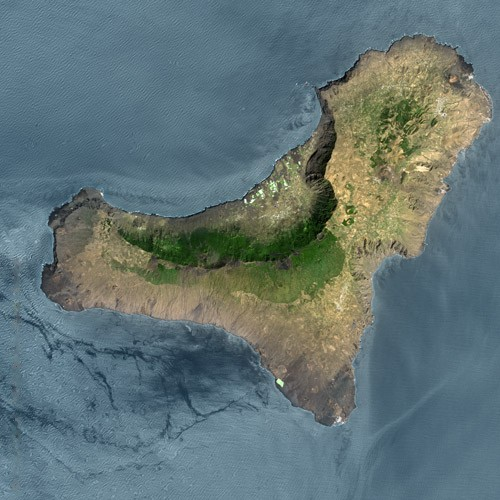
Isla de El Hierro vista desde el espacio.

En 1996 INTA anunció su interés en la creación de un puerto espacial en la isla El Hierro, parte del archipiélago de las Canarias. Sería el sitio de lanzamiento para el programa Capricornio, que estaba en desarrollo en ese momento, el  cual incluía el lanzamiento del satélite Minisat 01 a bordo del cohete Capricornio.
El proyecto tuvo una oposición por parte de las organizaciones ecologistas. Se propuso cambiar la ubicación a Borque de El Barbudo, cerca de Faro de Orchilla. El 28 de diciembre de 1996, hubo una manifestación en la que participaron unas 4000 personas convocadas por la Comisión Malpaso, expresando la oposición de El Hierro al centro de lanzamiento y a la instalación de un radar militar propuesto para el Pico de Malpaso, ya que entendieron que la isla se convertiría en un objetivo claramente militar.
El 19 de marzo de 1997, el Gobierno de Canarias creó una comisión para estudiar la idoneidad del proyecto. A la vista de las conclusiones obtenidas, el gobierno se posicionó oficialmente en contra de la instalación.
El director del INTA anunció que la base tendría objetivos modestos y sería pequeña, pudiendo utilizar las infraestructuras y equipamientos del centro de coordinación del INTA en Gran Canaria como apoyo. Desde allí, se lanzarían pequeños satélites, con cohetes de combustible sólido y para órbitas de baja altitud, que no excedan los cientos de kilómetros. Para satélites grandes ya existe la base de Guayana en Kourou (Guayana Francesa), de la Agencia Espacial Europea. Pero para las misiones pequeñas, dijo el director general de INTA, Kourou es muy caro, debido a la gran infraestructura que tiene, y requiere de mucho personal. Durante tres años, el Gobierno de España incluyó 3.000 millones de pesetas (18,03 millones de euros) en su presupuesto, pero el proyecto no se ejecutó. Finalmente el Minisat 01 fue lanzado desde la base área de Gando.
En 2015, el proyecto se recuperó ya que la compañía PLD Space planea lanzar un nuevo cohete y alcanzó un acuerdo con el INTA para ayudarles a encontrar un lugar para su lanzamiento. La organización ambiental Ossinisa compartió nuevamente sus preocupaciones sobre el proyecto. PLD Space respondió que aunque El Hierro es la mejor aún están considerando diferentes ubicaciones y argumentan que los propósitos de la compañía son exclusivamente científicos y comerciales, no militares, y que los cohetes ambientales abandonan el lugar "en menos de diez segundos" y ponen Cabo Cañaveral como un ejemplo, "una de las mayores reservas acuáticas de los Estados Unidos donde se lanzan más de 60 cohetes al año".
En 2016, La Izquierda Plural  envió una pregunta formal a la Comisión Europea sobre su punto de vista sobre este emplazamiento, dado que la isla goza de un alto nivel de protección ambiental. La Comisión respondió que se permitiría la ubicación, pero el Gobierno de España debería cumplir con la normativa europea.
En el año 2019, el director del INTA José María Salom Piqueres comentó en una entrevista que el proyecto estaba siendo estudiado.
En noviembre de 2020 el grupo parlamentario de Vox en el Congreso de los Diputados ha solicitado al Gobierno central, a través de una proposición no de ley, la construcción de un centro de lanzamiento espacial en la isla de El Hierro o en cualquier otra del archipiélago canario.

## Instalaciones

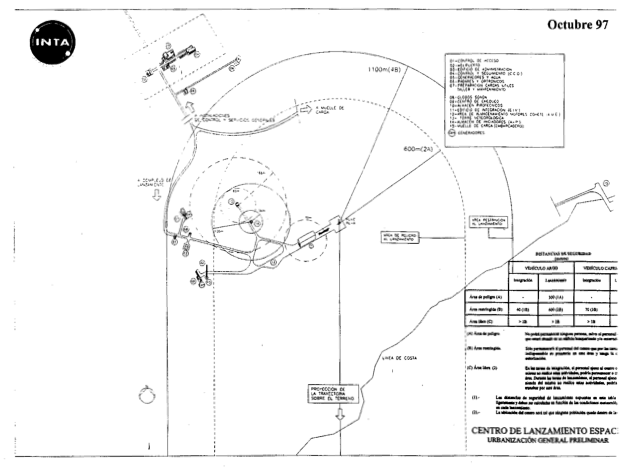
Instalaciones previstas en el centro espacial según proyecto de 1997.

El centro de lanzamiento previsto por el INTA estaría formado por cuatro instalaciones según el proyecto de 1997:
- Complejo de Lanzamiento: Está constituido por el edificio de montaje e integración, las plataforma de lanzamiento, el centro de chequeo, las plataformas de motores cohete y los almacenes de iniciadores y pirotécnicos
- Instalaciones de control y seguimiento: Están conformadas por el centro de control de operaciones y los optrónicos y radares
- Instalaciones de apoyo: Se trata de una estación meteorológica, un taller y un edificio de preparación de cargas útiles
- Servicios generales: Están constituidos por el control de acceso, el edificio de administración, los servicios médicos, los servicios contraincendios, helipuerto y los generadores eléctricos.

Las previsiones de terreno del INTA, establecen un área de seguridad circular de radio 1.100 m, de forma que ninguna persona debería encontrarse a una distancia inferior durante el lanzamiento, y tampoco podrían realizarse construcciones en el área. Para el transporte de materiales se utilizaría el Muelle de Orchilla ya existente en las proximidades del Faro de Punta Orchilla permitiendo el transporte hasta prácticamente el mismo centro.